# Entomognathus brevis
Entomognathus brevis ist ein Hautflügler aus der Familie der Crabronidae. 

## Merkmale
Die Wespe erreicht eine Körperlänge von 4 bis 6 Millimetern (Weibchen) beziehungsweise 3 bis 5 Millimetern (Männchen). Die Art kann mit mehreren Arten der Gattung Lindenius verwechselt werden, die sich jedoch durch ihre unbehaarten Facettenaugen von ihr unterscheiden. Der Lobus am Pronotum ist gelb, die Mandibeln haben einen Basiszahn. 

## Vorkommen
Die Art ist von Nordafrika über Europa bis nach Japan verbreitet. Sie besiedelt verschiedene trockene Lebensräume und temperaturbegünstigte Waldränder mit Böden bindiger Konsistenz. Sie treten manchmal auch im Siedlungsbereich des Menschen auf und ist bis 750 Meter Seehöhe nachgewiesen. Die Tiere fliegen vermutlich in zwei Generationen von Mai bis September. Die Art tritt verbreitet auf, ist im Norden jedoch seltener. 

## Lebensweise
Die Weibchen legen ihre Nester meistens auf schwach oder unbewachsenen leicht schrägen Plätzen im Lehm oder kiesigen Sand an. Das Nest besteht aus einem über 10 Zentimeter tiefen Hauptgang, von dem Seitengänge zu drei bis zehn Zellen abzweigen. Häufig wird der Nesteingang mit einem kurzen Schornstein aus Erdboden versehen. Die Brut wird mit Flohkäfern (Alticinae) oder Blattkäfer aus der Unterfamilie Cryptocephalinae versorgt, wobei in jede Zelle 16 bis 26 Käfer eingetragen werden. Die Beute wird im Flug transportiert und mit dem mittleren Beinpaar festgehalten. Der Flug der Wespen ist sehr schnell und es finden abrupte Richtungswechsel statt.